# Trostbrücke

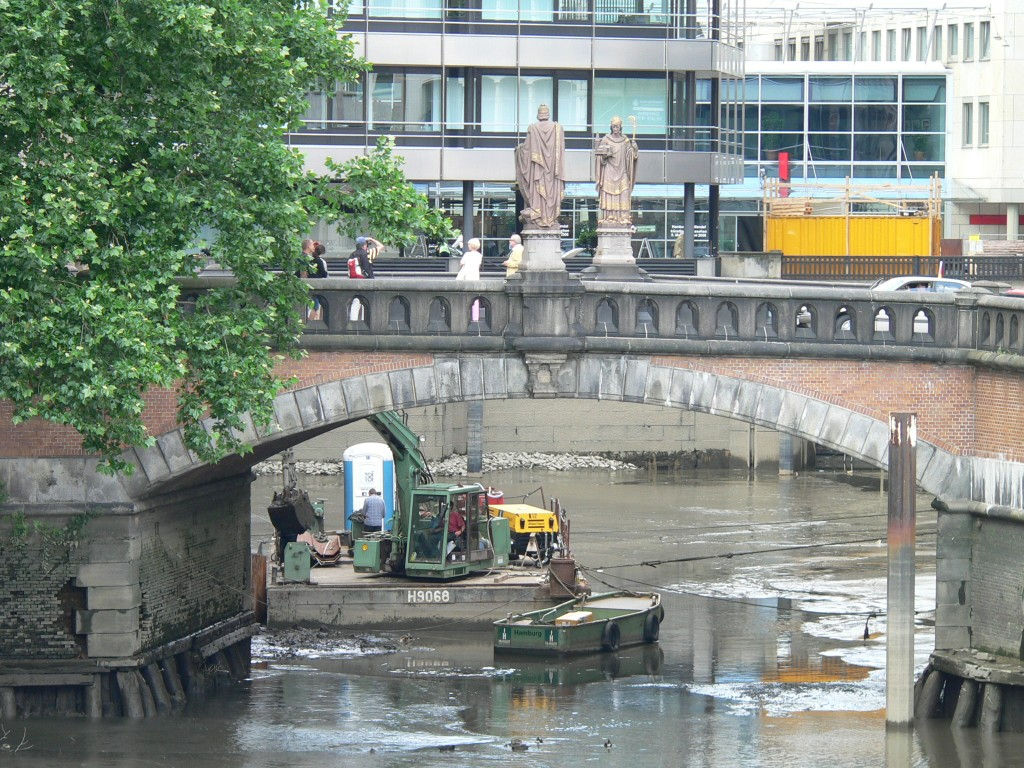
Die Trostbrücke bei Fleetreinigungsarbeiten, deutlich zu sehen die beiden Statuen

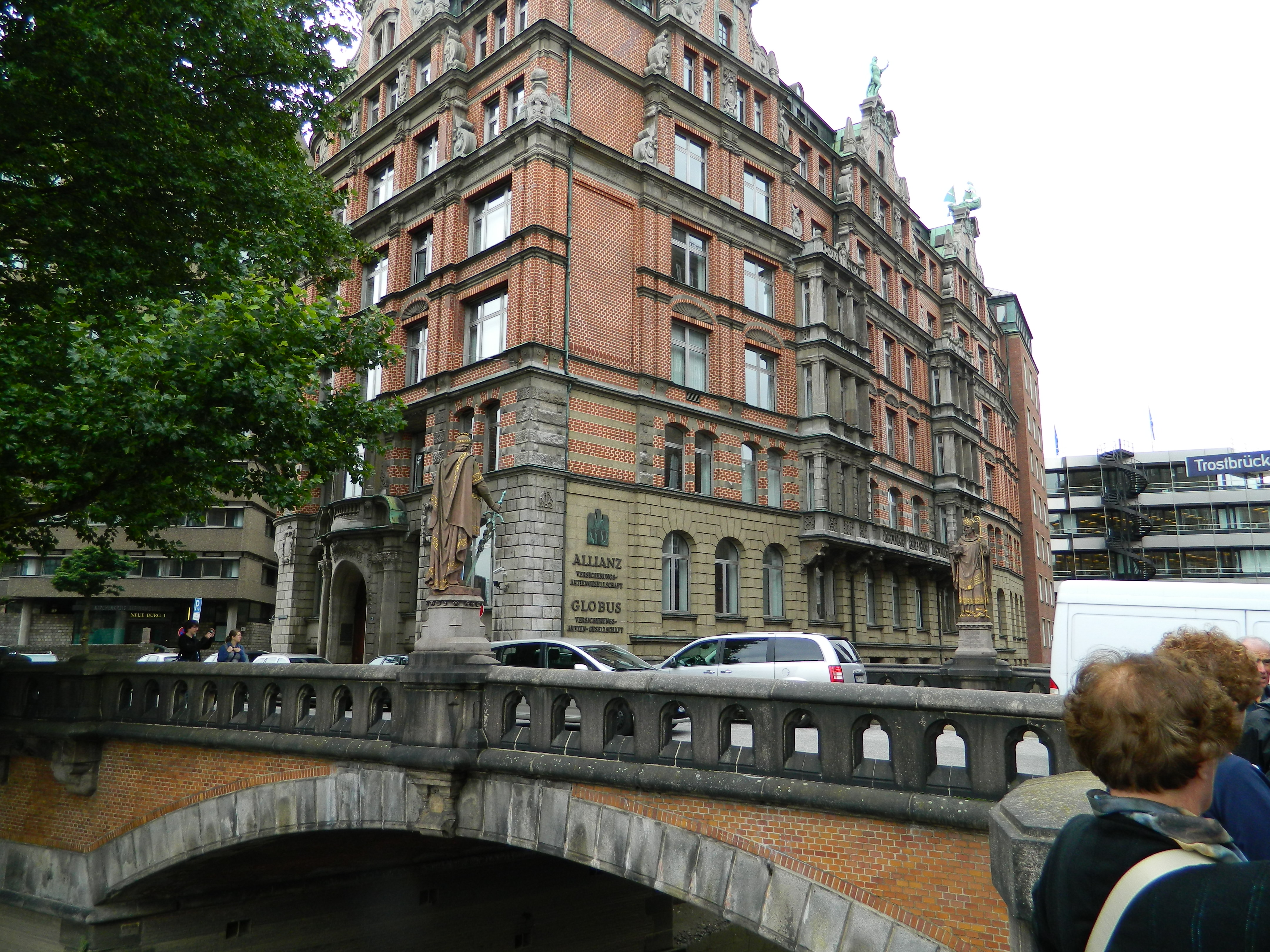

Die Trostbrücke überspannt das Nikolaifleet in Hamburg. Sie verband ursprünglich die bischöfliche Altstadt rund um den Bereich Dom und Petrikirche mit der gräflichen Neustadt. Hier befand sich vom Mittelalter bis zum Hamburger Brand 1842 das weltliche Zentrum der Stadt und der innerste Teil des Hafens. Beide Gebiete gehören heute zum Stadtteil Hamburg-Altstadt.

## Geschichte

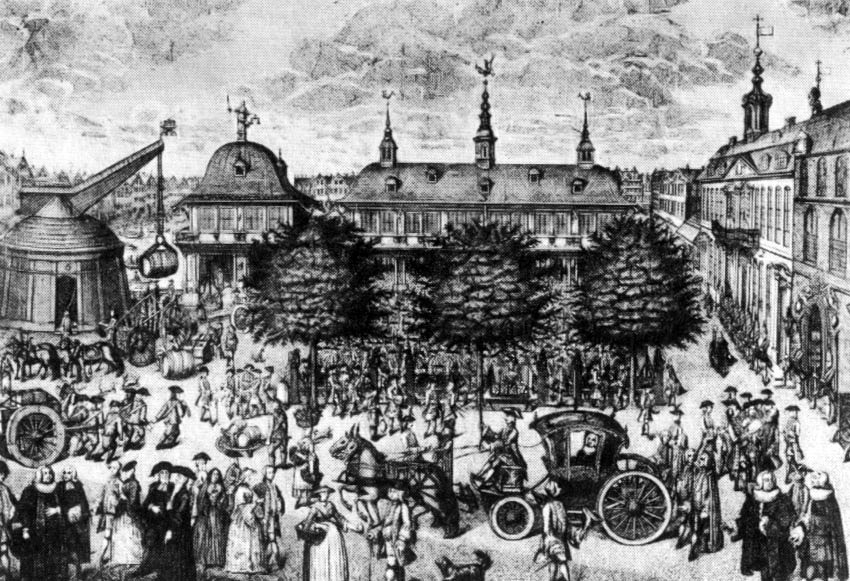
Von links nach rechts: Der Kran, Waage mit Commerzdeputation, alte Börse, Trostbrücke (durch Börse und rechten Baum verdeckt) und ganz rechts die Gebäude des alten Rathauses (um 1735).

Die erste Brücke wird hier vermutlich um 1200 entstanden sein. Erstmals namentlich erwähnt wird die Trostbrücke 1266 (lat. pons trostes). Ihr Name stammt eventuell von einem darauf befindlichen Kruzifix, dem Trost der Christenheit (so auf einer 1881 angebrachten Gedenktafel zu lesen). Nach neueren Quellen geht der Name vermutlich auf einen Grundbesitzer Trostes zurück. Ebenfalls 1266 wird die Brücke als pons campsorum (Wechslerbrücke) bezeichnet, was darauf schließen lässt, dass dort Geldwechsler ihr Geschäft anboten. 1480 ist die Trostbrücke ein Treffpunkt für Tagelöhner, die dort auf Arbeitgeber warten. 1686 wurde die Brücke durch eine aus drei Bogen bestehende steinerne Brücke ersetzt, deren mittlerer nach Einsturz 1731 erneuert wird. Die 1764–1765 erneut reparierte Brücke wird beim Hamburger Brand 1842 wesentlich beschädigt und zunächst durch eine provisorische Brücke ersetzt.  Das heutige Bauwerk wurde 1881/82 nach Plänen von Franz Andreas Meyer errichtet. Der Vorbau am östlichen Brückenkopf wurde bei der Neugestaltung der Kaimauer zerstört.

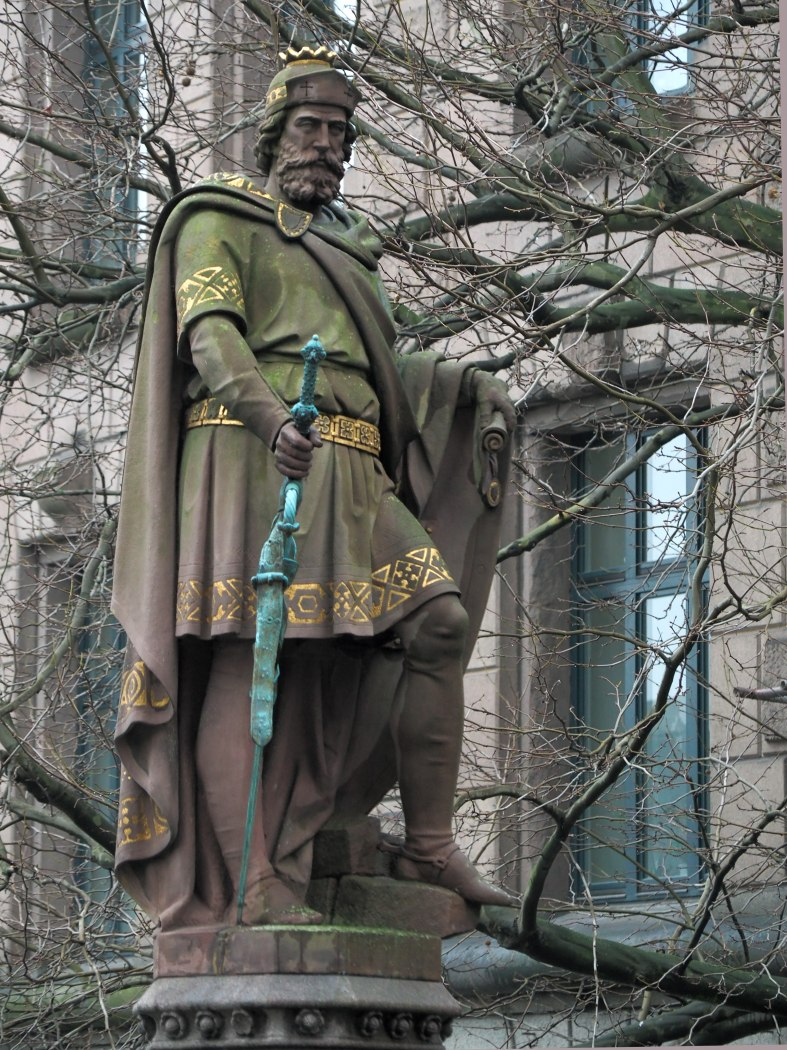
Brückenfigur Graf Adolf III
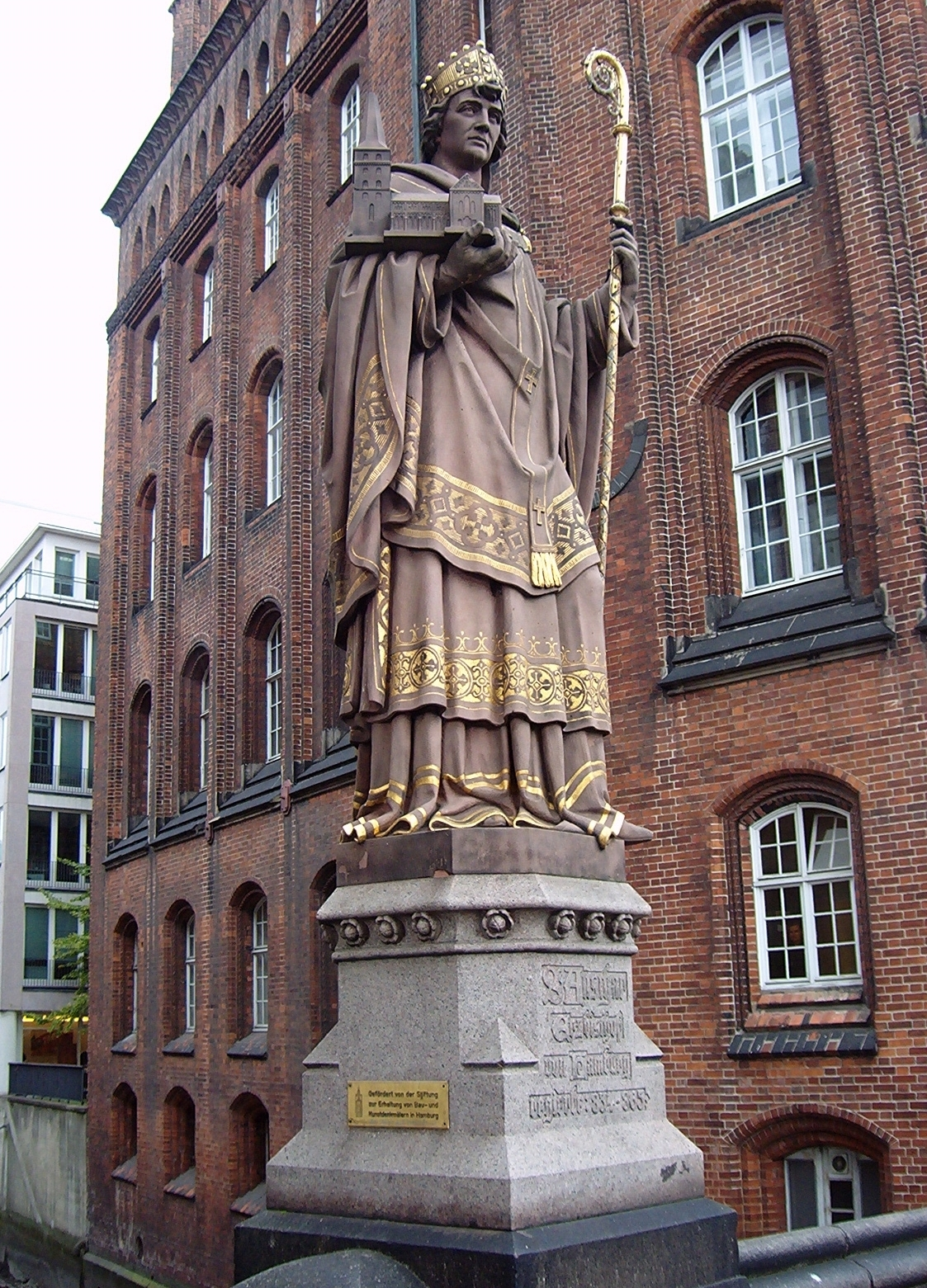
Brückenfigur Bischof Ansgar

Die beiden Statuen auf der Brücke, von Engelbert Peiffer geschaffen, repräsentieren die von ihr verbundenen Gebiete: Der Heilige Ansgar als Begründer des Domes und erster Erzbischof der Stadt, steht für die Altstadt, während Graf Adolf III. zu Schauenburg, Stormarn und Holstein die von ihm errichtete weltliche Neustadt vertritt.
Bis zum großen Stadtbrand im Jahr 1842 befand sich nördlich der Trostbrücke das 1290 errichtete alte Rathaus, das bis ins 17. Jahrhundert mehrfach um Anbauten erweitert, bis über das Fleet errichtet war. Es beherbergte neben dem Niedergericht auch die Hamburger Bank. An seiner Stelle steht heute das Haus der Patriotischen Gesellschaft.
Südöstlich der Trostbrücke, Bei der Alten Börse (vor dem heutigen Gebäude der Commerzbank) wurde 1558 die Hamburger Börse zunächst in Form eines eingefriedeten freien Platzes, bewacht von steinernen Löwen, gegründet. 1578 wurde dort durch die wohlhabende Gewandschneidergilde ein reich verziertes Fachwerkgebäude vom Amsterdamer Jan Andresen errichtet. Das untere Geschoss war dabei eine zur Seite offene Halle und wurde 1666 über dem Nikolaifleet auf Pfählen erweitert. Das Gebäude wurde bis zum Umzug in die neue Börse 1841 genutzt. Direkt daneben stand die Stadtwaage (1669 neu erbaut) mit dem Standbild der Gerechtigkeit, der „Große Kran“ und das Schauenburger Zollhaus. Das Gebäude der Waage war von 1735 bis 1841 Sitz der Commerzbibliothek und der Commerz-Deputation, der heutigen Handelskammer.
Südöstlich befindet sich die Zollenbrücke, die älteste erhaltene Fleetbrücke aus dem Jahr 1633.

## Angrenzende Gebäude

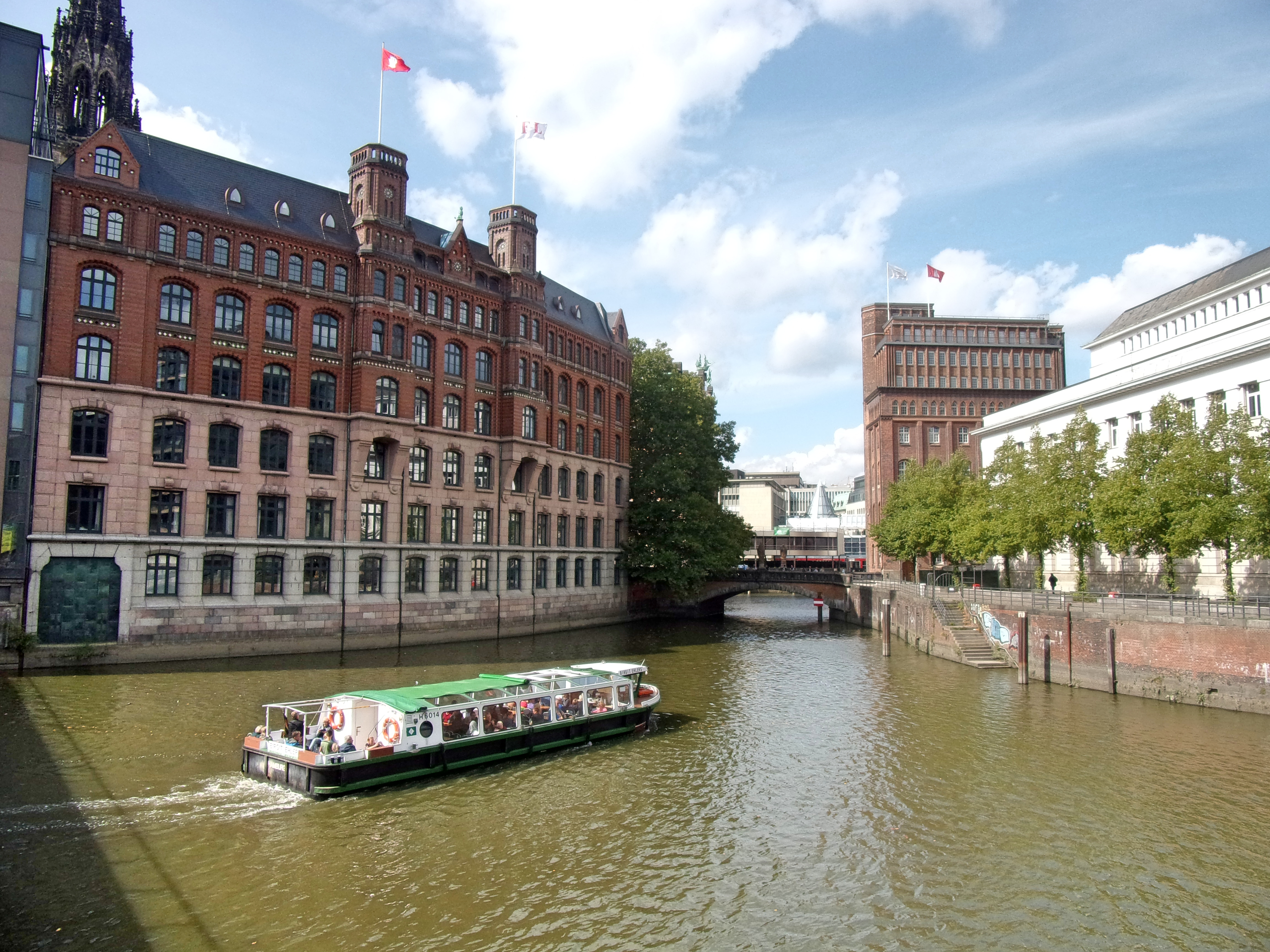
Laeiszhof und Trostbrücke
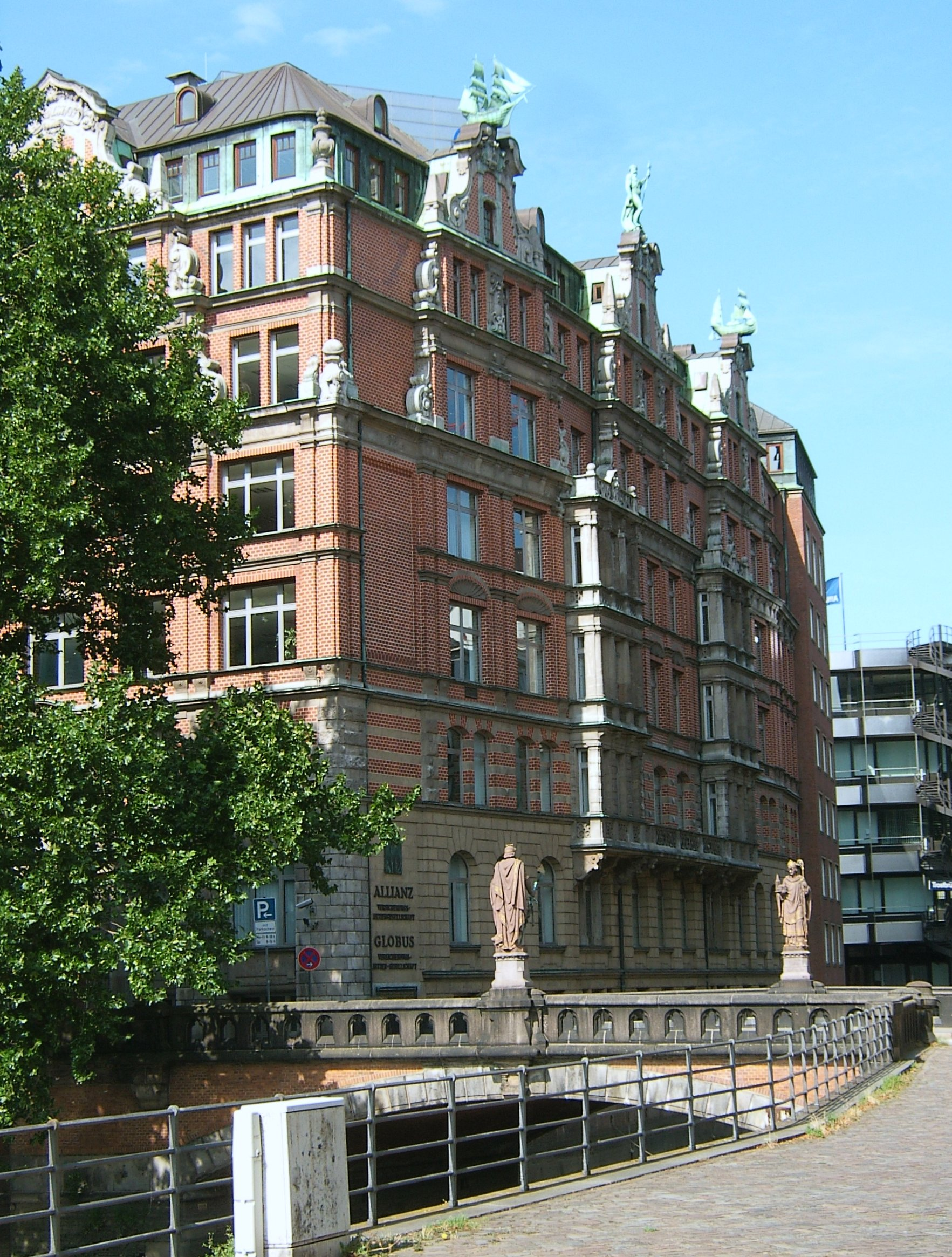
Globushof, im Vordergrund die Trostbrücke
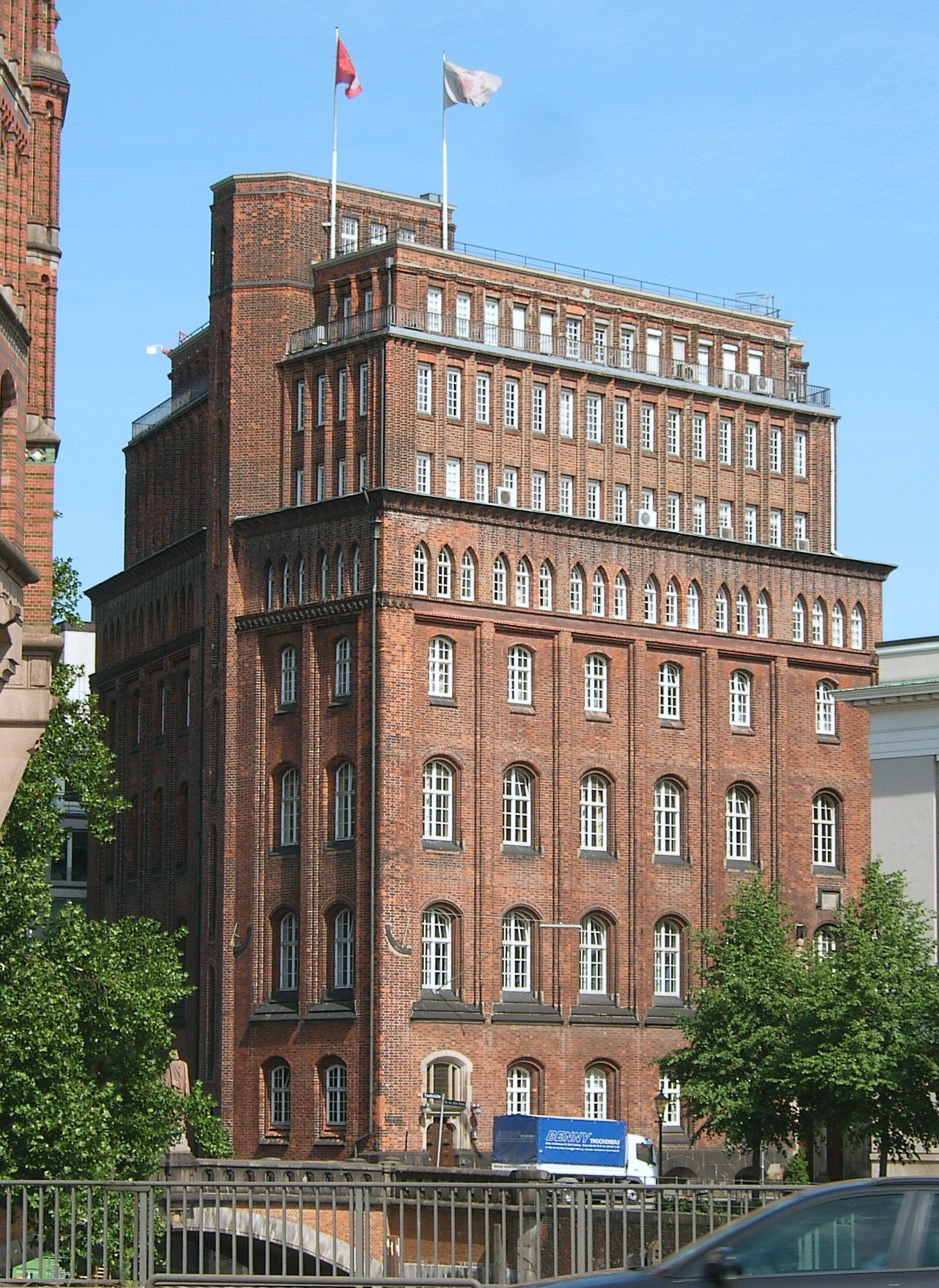
Haus der Patriotischen Gesellschaft
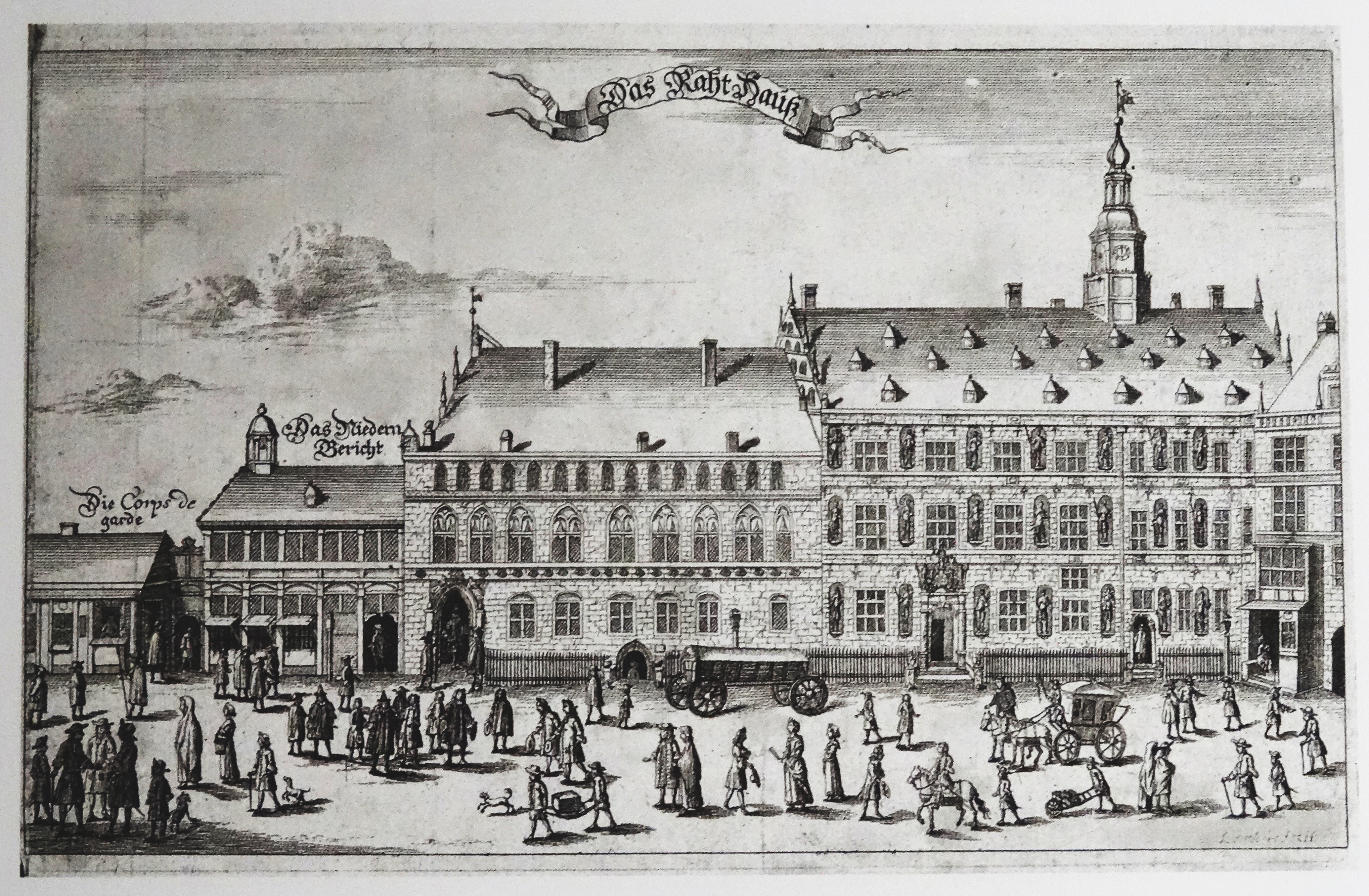
Altes Hamburger Rathaus an der Trostbrücke (Kupferstich um 1690), beim Großen Brand 1842 zerstört
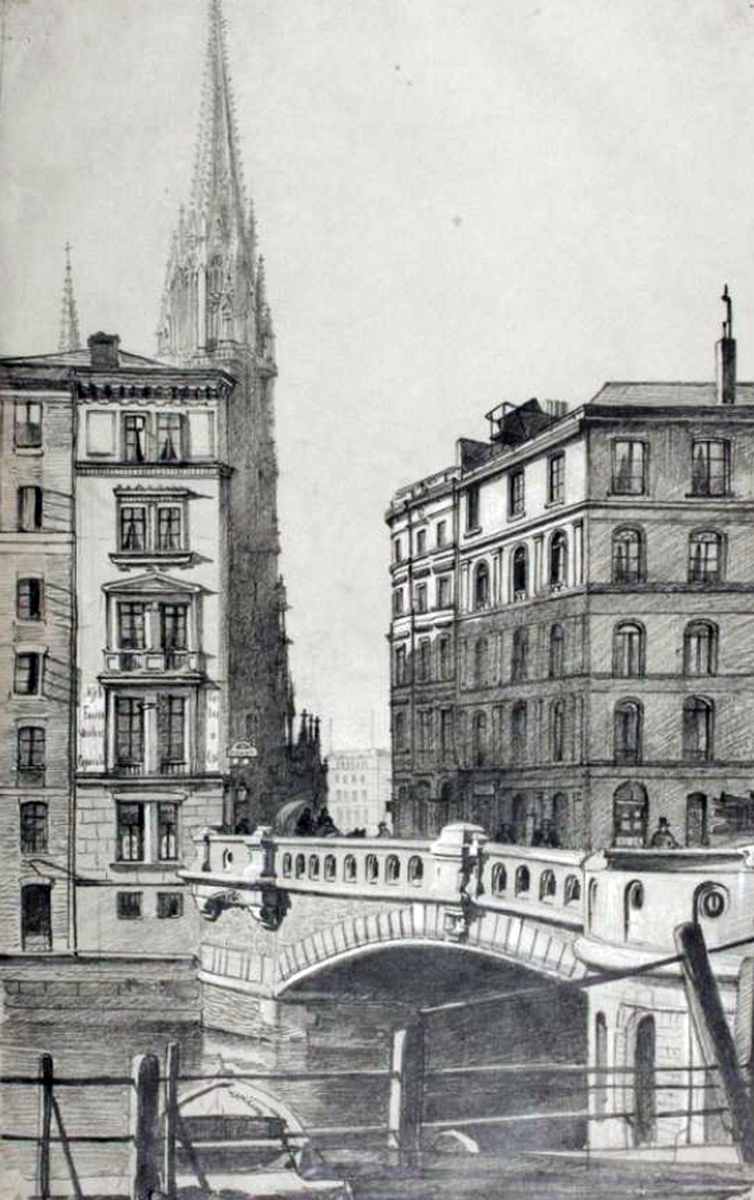
Zeichnung von Ebba Tesdorpf, 1882, 24,6 × 33,4 cm, Museum für Hamburgische Geschichte

An der Straße „Trostbrücke“ befinden sich bedeutende historische Gebäude. Sie wurden direkt nach dem Hamburger Brand oder zu Anfang des 20. Jahrhunderts in verschiedenen historistischen Baustilen errichtet.
1. Der Laeiszhof (Trostbrücke 1)
Der Laeiszhof, südwestlich der Brücke, wurde 1897/98 als Kontorhaus für die Firma F. Laeisz nach Plänen von Bernhard Hanssen, Emil Meerwein und Martin Haller im Stil der Hannoverschen Schule erbaut.
Die von Bruno Kruse geschaffenen Statuen stellen Wilhelm I., Bismarck, Albrecht von Roon und Moltke dar. Die auf einem der Giebel sitzende Pudel-Figur verweist auf Sophie Laeisz, die von ihrem Gatten Carl Laeisz, dem Sohn des Firmengründers Ferdinand Laeisz, Pudel genannt wurde.
2. Der Globushof (Trostbrücke 2)
Auf der anderen Straßenseite befindet sich der Globushof. Dieses Gebäude wurde 1907/08 von Lundt & Kallmorgen für die Globus-Versicherungs AG erbaut, zuletzt befanden sich im Gebäude Büros der Hamburger Niederlassung der Allianz-Versicherungen, die die Globus übernommen hat. Aktuell wird das Gebäude saniert.
3. Das Haus der Patriotischen Gesellschaft (Trostbrücke 4)
Das Haus der Patriotischen Gesellschaft an der Trostbrücke/Börsenbrücke steht auf dem Platz, an dem sich bis zu dessen Sprengung beim Großen Brand 1842 seit dem 13. Jahrhundert das alte Hamburger Rathaus befand. Nach einem Wettbewerb 1844 wurde das Gebäude nach Plänen von Theodor Bülau 1845–1847 errichtet.